# Rede diagonal

Rede diagonal em um espaço bidimensional.

Em geometria e teoria dos grupos, uma rede diagonal em {\displaystyle \mathbb {R} ^{n}} é um subgrupo de {\displaystyle \mathbb {R} ^{n}} que é isomorfo a {\displaystyle \mathbb {Z} ^{n}} e que gera o espaço vetorial real {\displaystyle \mathbb {R} ^{n}.} Em outras palavras, para qualquer base de {\displaystyle \mathbb {R} ^{n}} o subgrupo de todas as combinações lineares com coeficientes inteiros dos vetores de base forma uma rede diagonal.  Uma rede diagonal pode ser visto como um malha plana regular de um espaço por uma célula unitária.
As redes diagonais têm muitas aplicações significativas em matemática pura, particularmente em relação às álgebras de Lie, teoria dos números e teoria dos grupos. Eles também surgem na matemática aplicada em conexão com a teoria da codificação, na criptografia por causa da dureza computacional conjecturada de vários problemas de rede e são usados de várias maneiras nas ciências físicas.